# Akcja rewindykacji cerkwi prawosławnych w II Rzeczypospolitej

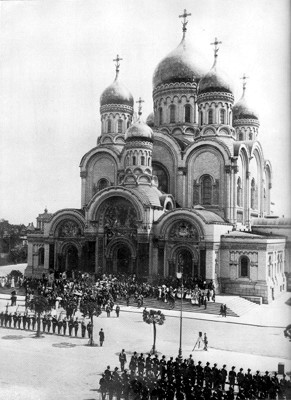
Sobór św. Aleksandra Newskiego w Warszawie – najsłynniejsza z cerkwi wyburzona w pierwszej połowie lat 20. z powodu uznania ich za symbole rusyfikacji

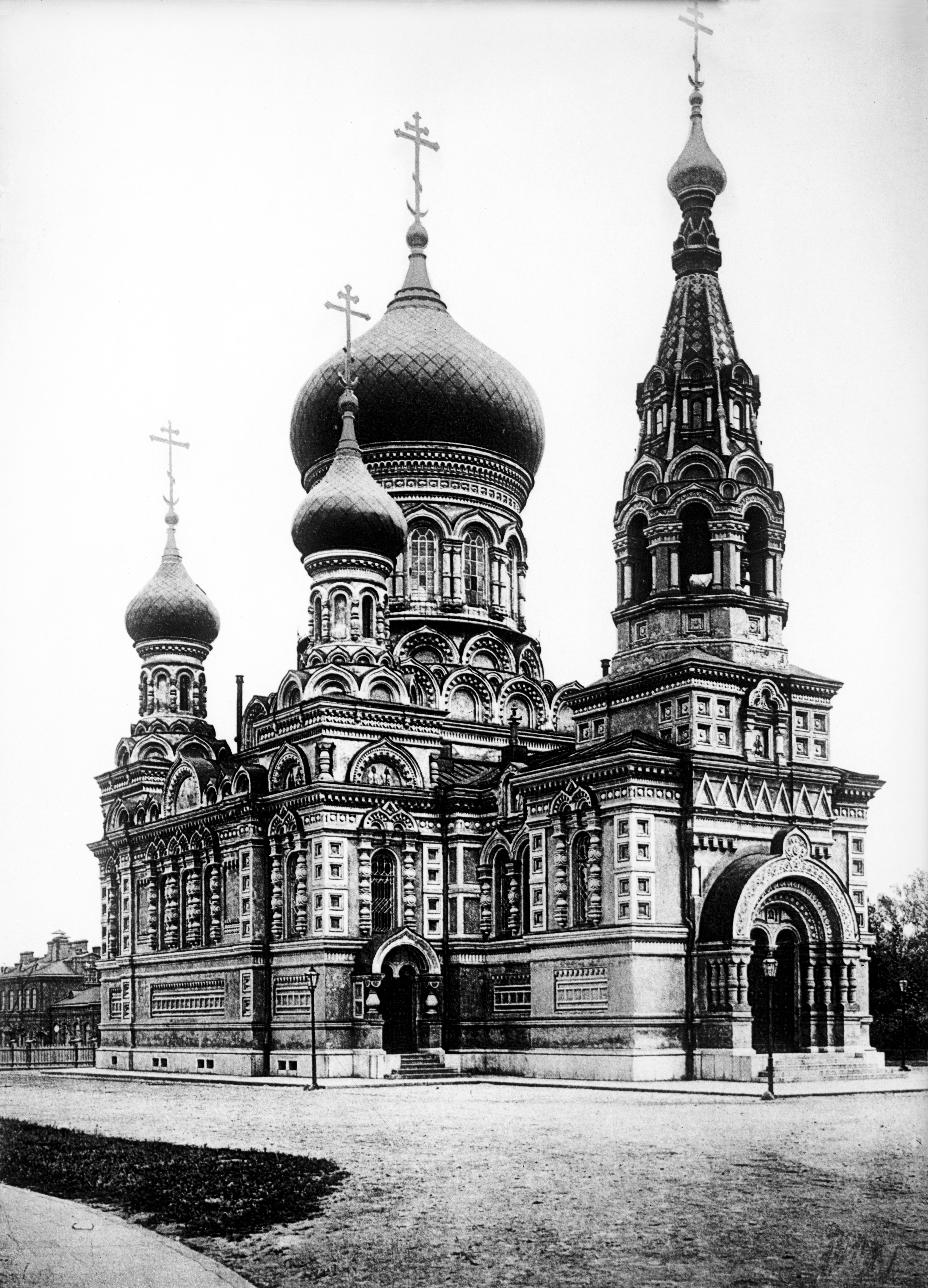
Cerkiew św. Michała Archanioła w Warszawie, rozebrana w latach 20.

Akcja rewindykacji cerkwi prawosławnych w II Rzeczypospolitej – akcja prowadzona przez kolejne rządy państwa polskiego w latach 1919–1939. Wyróżnia się kilka faz tej akcji w latach: 1919–1924, 1929–1934, 1937–1938.
Akcja rewindykacyjna wpisywała się w ogólną politykę II Rzeczypospolitej wobec Kościoła prawosławnego, dążącą do maksymalnego ograniczenia jego wpływów politycznych i społecznych oraz zerwania jego związków z mniejszościami narodowymi ukraińską, rosyjską i białoruską. Ważnym motywem była również silna wrogość wobec prawosławia, kojarzonego powszechnie z Rosją, jako religii siłą utrwalanej na ziemiach polskich przez władze zaborcze. Działania rewindykacyjne były prowadzone zarówno z inicjatywy oddolnej, poprzez spontaniczne przejmowanie cerkwi przez katolików, jak i – zwłaszcza w ostatniej fazie – według z góry przygotowanych i zaakceptowanych w kręgach rządowych planów. Cerkwie, które stały się obiektem rewindykacji, były burzone, zamykane, adaptowane na kościoły rzymskokatolickie lub na budynki użyteczności publicznej. W pierwszej kolejności rewindykacji podległy cerkwie urządzone w byłych kościołach rzymskokatolickich i cerkwiach unickich, jednak w miarę postępów działań rewindykacyjnych i związanej z nimi polonizacji ludności niszczono lub zamykano również obiekty czynne, będące siedzibami licznie zamieszkanych parafii bądź miejscem kultu.
Według zachowanych dokumentów celem akcji z lat 1937–1938 miała być całkowita polonizacja obszarów na zachód od Bugu oraz maksymalne umocnienie polskich wpływów kulturowych na wschód od niego. Plany te nie zostały zrealizowane z powodu wybuchu II wojny światowej oraz ze względu na postawę ludności prawosławnej.

## Stan prawny cerkwi
16 grudnia 1918 Naczelnik Państwa wydał dekret, w którym cały majątek Kościoła prawosławnego na terenie ziem polskich został oddany pod zarząd państwowy. Formalnie krok ten uzasadniano koniecznością ochrony dóbr cerkiewnych opuszczonych w toku I wojny światowej w czasie tzw. „bieżeństwa”. W istocie w pierwszych latach istnienia niepodległej II Rzeczypospolitej liczne cerkwie parafialne i monastery nie miały gospodarzy. Dekret nie stracił jednak ważności nawet w momencie, gdy ludność i duchowieństwo prawosławne wróciły na zajmowane przed wojną tereny, zaś konstytucja marcowa zagwarantowała swobodę wyznania. W dalszym ciągu zgoda na ponowne otwarcie cerkwi i ich wykorzystywanie dla celów kultu była wydawana przez administrację państwową i mogła zostać nieudzielona bez szczegółowego uzasadnienia. W 1919 Ministerstwo Wyznań Religijnych i Oświecenia Publicznego (MWRiOP) nakazało opieczętowywanie nieczynnych cerkwi, deklarując podjęcie bardziej kompleksowych decyzji w sprawie świątyń prawosławnych w późniejszym czasie. W praktyce doprowadziło to do zamknięcia ich na stałe. 9 lipca 1919 ustalenia dekretu zostały rozciągnięte na terytoria zarządzane przez Zarząd Cywilny Ziem Wschodnich.
Drugim dokumentem poruszającym problem cerkwi było rozporządzenie Komisarza Generalnego Zarządu Cywilnego Ziem Wschodnich z 22 października 1919, zwane potocznie lex Żeligowski, dotyczące jednak tylko obszaru na wschód od Bugu. Nakazywało ono zwrot wszystkich cerkwi funkcjonujących w budynkach pokościelnych Kościołowi rzymskokatolickiemu, nie poruszało jednak kwestii przynależności cerkwi pounickich. Pewne problemy dotyczące przynależności budynków kościelnych zostały podjęte również w opracowanych w 1922 Tymczasowych przepisach o stosunku rządu do Kościoła prawosławnego w Polsce, które zajmowały się jednak głównie zagadnieniami języka liturgicznego, organizacji zjazdów dekanalnych, zjazdów diecezjalnych i soborów, podziału terytorialnego diecezji, edukacji kleru oraz bractw cerkiewnych. Po ukazaniu się Tymczasowych przepisów... Kościół prawosławny został również zobligowany do przedstawienia kompletnego spisu posiadanych cerkwi i klasztorów, jak również wykazu duchowieństwa i szacowanej liczby wiernych.
Dopiero w latach 1938–1939 zostały uchwalone rozwiązania ustawowe w zakresie przynależności obiektów sakralnych. Obok podjęcia na nowo kwestii języka (zabroniono wydawania prasy religijnej w innym języku niż polski), regulacji kwestii związanych z kształceniem kadr na potrzeby duchowieństwa oraz wymogu modlitw za państwo polskie, dokument częściowo poruszył problem majątków, zastrzegając jednak bardziej szczegółowe rozwiązania dla kolejnej projektowanej ustawy. Ustalono w nim limit powierzchni niepodlegających parcelacji dóbr cerkiewnych na 180 ha dla metropolii, 150 ha dla biskupstwa, 125 ha dla konsystorzy, 180 ha dla klasztoru. Wielkość ziemi przypadającej parafiom miała być uzależniona od jej składu osobowego. 30 czerwca 1939 kolejnym rozporządzeniem państwo uznało przynależność do Kościoła prawosławnego tych majątków, które pozostawały jeszcze w jego rękach – było to łącznie 52 200 ha gruntów (przed 1918 prawosławni dysponowali ziemią 146 000 ha).

## Pierwsza fala rewindykacji 1919–1924

### Spontaniczna działalność katolików

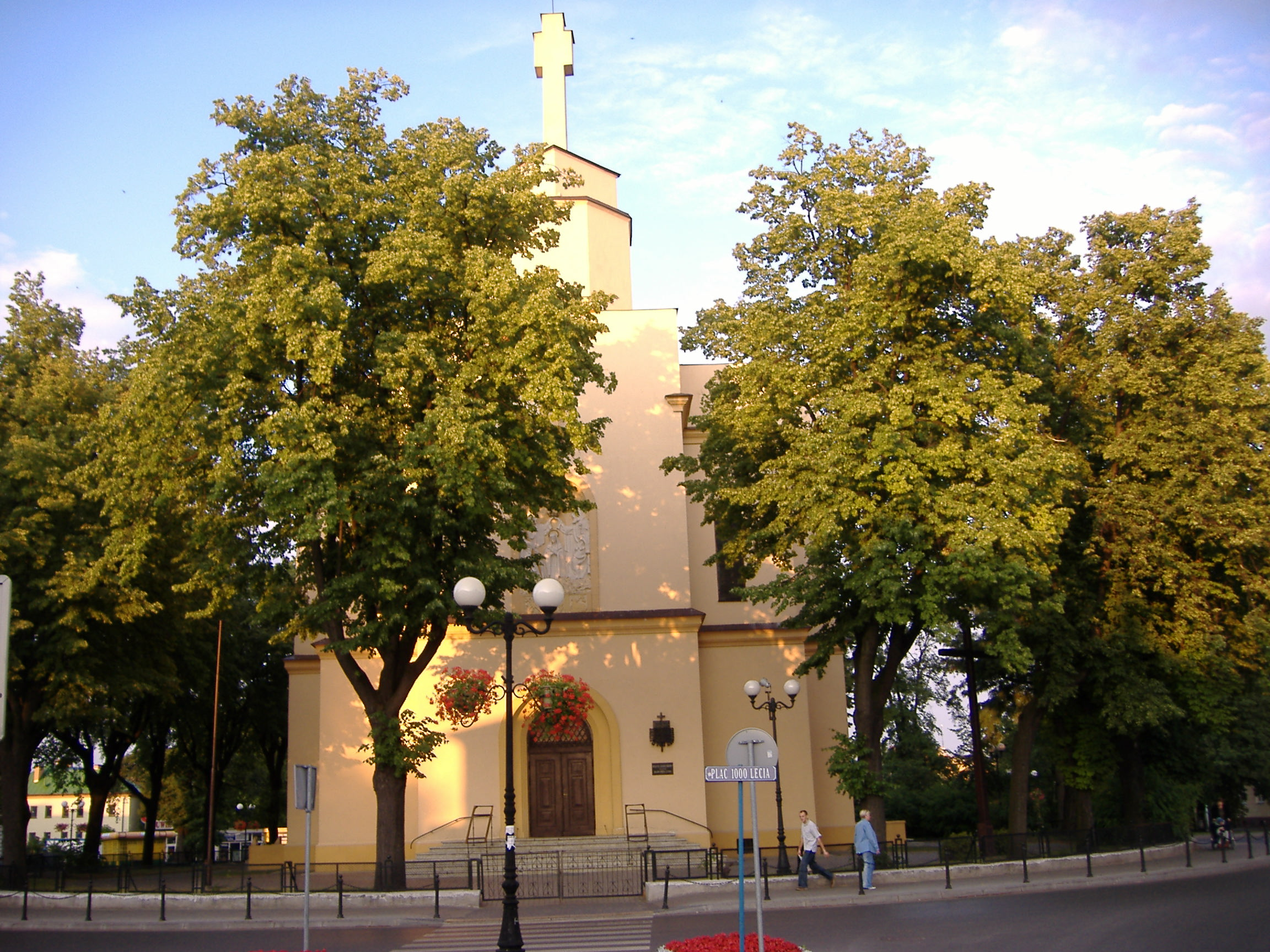
Dawna cerkiew prawosławna w Siedlcach, zamieniona w 1919 na kościół rzymskokatolicki

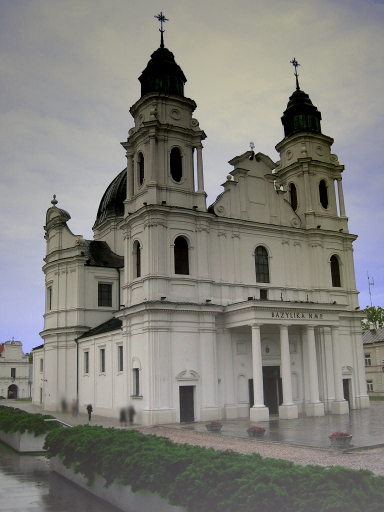
Bazylika NMP w Chełmie, wzniesiona w XVIII wieku jako katedra greckokatolicka (na miejscu cerkwi prawosławnej, potem unickiej), od XIX wieku świątynia prawosławna, w czasie pierwszej fali rewindykacyjnej została przyznana katolikom obrządku łacińskiego

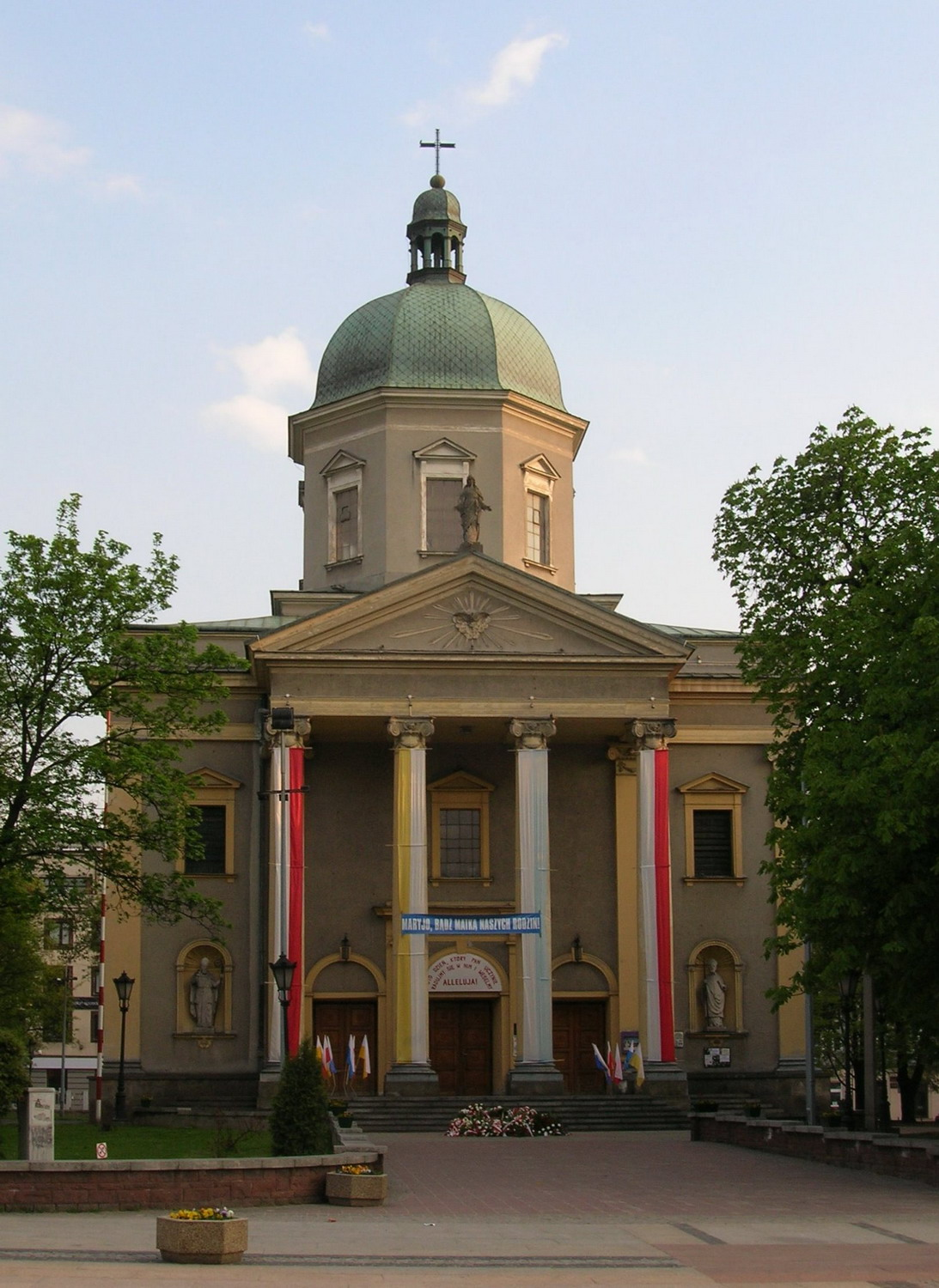
Kościół Garnizonowy przy placu Konstytucji 3 Maja w Radomiu, dawniej cerkiew prawosławna

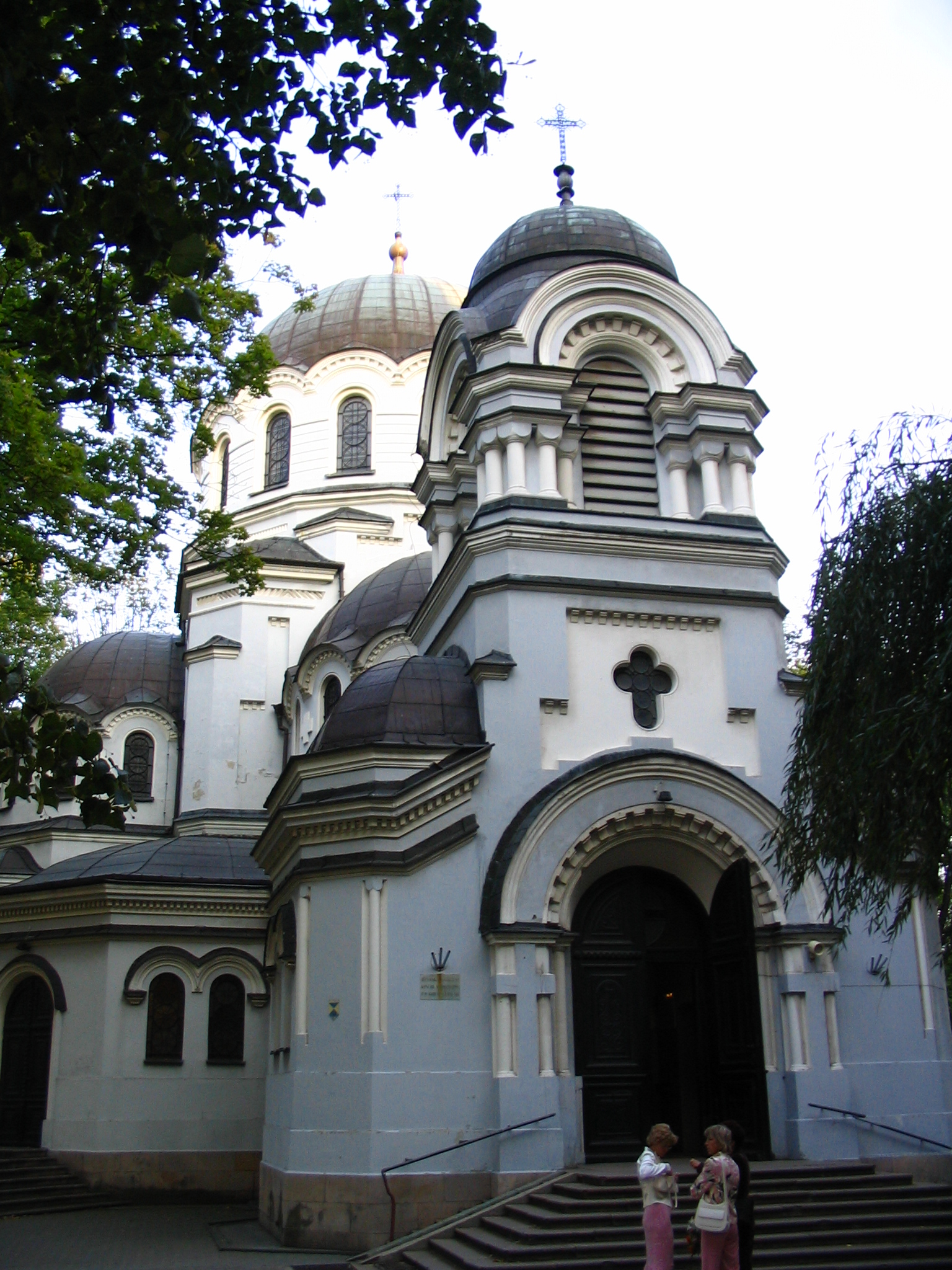
Kościół Garnizonowy w Kielcach, umieszczony w budynku dawnej cerkwi prawosławnej

W tym okresie doszło do spontanicznych działań lokalnych społeczności rzymskokatolickich mających na celu przejmowanie cerkwi prawosławnych na własny użytek bądź ich zamknięcie lub zniszczenie. Taka postawa była reakcją na wcześniejszą politykę władz carskich, które traktowały budowę nowych cerkwi jako element polityki rusyfikacyjnej i nierzadko wznosiły je nawet na obszarach, gdzie nie było takiej potrzeby, lub zupełnie świadomie wznosiły cerkwie-symbole panowania rosyjskiego. Działania te nie miały najczęściej zgody władz państwowych czy lokalnych, tylko władz kościelnych. Na niektórych obszarach te ostatnie zachęcały wiernych do przejmowania cerkwi: biskup podlaski Henryk Przeździecki wydał 11 grudnia 1918 specjalny dekret, w którym wzywał księży swojej diecezji do natychmiastowego poświęcenia na kościoły rzymskokatolickie wszystkich cerkwi powstałych w dawnych kościołach obrządku łacińskiego (oraz cerkwiach unickich), zbudowanych na ich miejscu lub nawet z materiałów budowlanych pozyskanych poprzez niszczenie kościołów. Nakazywał również natychmiastowe otwarcie wszystkich zamkniętych przez władze carskie świątyń i kaplic rzymskokatolickich. Odzew na apel biskupa był tak duży, że w 1920 sam Przeździecki zmienił zarządzenie, pozostawiając sobie decyzję o losach konkretnych obiektów przejętych od prawosławnych. Przeprowadzanie akcji było łatwiejsze o tyle, że po I wojnie światowej i rewolucji październikowej w Cerkwi panował chaos organizacyjny. Wycofujące się od 1914 wojska rosyjskie bardzo często zabierały ze sobą całe wyposażenie cerkwi na ziemiach polskich, w szczególności licznych cerkwi wojskowych. Wyjechała również duża część kleru prawosławnego, który zaczął stopniowo wracać dopiero po 1918.
Specyficzną cechą pierwszej fali rewindykacji było również niszczenie cerkwi-symboli, wznoszonych przez carat dla zaakcentowania rosyjskiej władzy na ziemiach polskich lub dla upamiętnienia ważnych z jej punktu widzenia wydarzeń, takich jak Sobór św. Aleksandra Newskiego w Warszawie czy cerkiew Świętych Cyryla i Metodego w Chełmie (upamiętniająca likwidację unickiej diecezji chełmskiej). Działo się to zarówno zupełnie spontanicznie, jak i (w wypadku soboru na placu Saskim) po dłuższych dyskusjach na szczeblu rządowym. Z takich powodów rozebrane zostały cerkwie w Augustowie, Aleksandrowie Kujawskim, Janowie Lubelskim, Jędrzejowie, Grajewie, Kaliszu, Kolnie, Kozienicach, Lubartowie, Lublinie, Łasku, Łomży, Mławie, Modlinie, Opocznie, Osowcu, Ostrowi Mazowieckiej, Pińczowie, Płońsku, Przasnyszu, Pułtusku, Raczkach, Radomsku, Raduczu, Rawie Mazowieckiej, Różanie, Rypinie, Sieradzu, Sierpcu, Skierniewicach, Słupcy, Sosnowcu, Suwałkach, Tomaszowie Mazowieckim, Warszawie (6 obiektów), Włocławku i innych miejscowościach. Część tych obiektów, które nie trafiły w ręce katolików, została zaadaptowana na cele niereligijne, np. w dawnej cerkwi w Ostrołęce urządzony został skup złomu, w Skierniewicach magazyn zbożowy, zaś w Staszowie – teatr.

### Postawa władz państwowych
Rząd teoretycznie nie wykazał jednolitego stanowiska wobec prowadzonej oddolnie rewindykacji. Nacisk ze strony katolickich kół politycznych oraz samego Kościoła sprawił, że w początkowej fazie, jeśli zapytania o los konkretnej cerkwi trafiły na szczebel centralny, były one rozpatrywane na korzyść katolików. W miarę wzrostu konfliktów na tym tle ministerstwo często nie wydawało żadnej opinii, zezwalając na spontaniczne rozwiązanie problemu. Wywołało to ogromne rozgoryczenie u ludności prawosławnej, u której utrwalało się przekonanie o stronniczości rządu polskiego. Ukraińska Reprezentacja Parlamentarna pisała we wniosku sejmowym z czasów drugiego rządu Grabskiego nawet o pełnym nienawiści nastawieniu kół rządowych do religii prawosławnej.
W praktyce rząd polski dążył do możliwego ograniczenia wpływów kościoła prawosławnego, minimalizowania liczby czynnych parafii i polonizowania prawosławia, kojarzonego nie tylko z caratem, ale i – w miarę upływu czasu nawet w większym stopniu – z narodowym ruchem ukraińskim. Stąd różnice w polityce dotyczącej poszczególnych regionów. Obszary zamieszkane w przytłaczającej większości przez prawosławnych (np. Wołyń) nie były masowo katolicyzowane, jednak prowadzone były działania na rzecz stopniowego podporządkowania hierarchii prawosławnej państwu. Natomiast całkowicie starano się wyprzeć prawosławie z terenów, gdzie prawosławni stanowili mniejszość, czyli na Chełmszczyźnie i Podlasiu. Zgodnie z deklaracją wojewody lubelskiego Stanisława Moskalewskiego, który oznajmił w 1921, że po Bug kraj jest czysto polski. W podobnym duchu wypowiadało się zresztą MWRiOP w piśmie z 5 lutego 1924, deklarując, iż w województwie lubelskim (...) należy dążyć do spolonizowania prawosławia albo wyparcia go na rzecz Kościoła rzymskokatolickiego. Wcześniej, w 1919, ustalono 5 tysięcy wiernych jako normę dla stworzenia stale funkcjonującej parafii prawosławnej, przy równoczesnym usuwaniu duchownych z zamkniętych cerkwi, by nie prowokować żądań miejscowej ludności o jej ponownie otwarcie. Jeszcze w latach 20. zdarzały się przypadki, gdy zamknięta cerkiew była na prośbę ludności otwierana w szczególnie ważne święta, później praktyka ta zanikła, gdyż zdaniem wojewody lubelskiego takie czasowe otwieranie cerkwi „wywołuje rozgoryczenie ludności i niepożądane refleksje”. Inną stałą cechą polityki państwowej względem cerkwi było niewydawanie pozwoleń na budowę nowych obiektów tego typu czy remont istniejących, uszkodzonych w czasie I wojny światowej. Jedynie wojewoda wołyński Henryk Józewski zapytywał MWRiOP, czy nie należałoby w sposób bardziej elastyczny podchodzić do nadsyłanych podań o budowę domów modlitwy, uzyskując ostatecznie polecenie nadsyłania każdego podania, które Urząd Wojewódzki uzna za uzasadnione, do oceny na szczeblu centralnym. Minister zastrzegał jednak, że „MWRiOP (...) w zasadzie jest przeciwne wznoszeniu nowych domów modlitwy w miejscowościach, gdzie nie jest przewidziana stała placówka duszpasterska”.
W 1921 MWRiOP zakończyło prace nad pierwszym projektem ustawy rozwiązującej kwestię cerkwi, w którym jednoznacznie rozstrzygnął kwestię własności pokatolickiej i pounickiej na korzyść Kościoła katolickiego oraz zastrzegł ministerstwu prawo decydowania o losach cerkwi wzniesionych na państwowych gruntach z funduszy państwa lub ze składek ludności. Rząd miał omawiać ten projekt 15 grudnia 1921, jednak w obawie przed wybuchem masowego niezadowolenia prawosławnych całkowicie zrezygnowano z jego rozpatrywania. Tekst został następnie uzupełniony o zastrzeżenie, iż cerkiew, nawet umieszczona w dawnym kościele łacińskim, może pozostać w rękach prawosławnych, jeśli jest czynnie użytkowana przez społeczność prawosławną – rozwiązanie takie uzależniono jednak od zgody biskupa odpowiedniej katolickiej diecezji.
Jednak 24 maja tego samego roku, w miarę postępów akcji rewindykacyjnej na Lubelszczyźnie, lokalne stosunki międzywyznaniowe zaogniły się na tyle, że Ministerstwo Wyznań Religijnych i Oświecenia Publicznego musiało zabronić nie tylko dalszego zajmowania cerkwi, ale i wstrzymać wykonywanie uzyskanych już nakazów oddania obiektu kultu religijnego katolikom. Stosowne rozporządzenie zostało rozesłane do wojewodów. Mimo tego wnioski i memoriały dotyczące kolejnych cerkwi nadal napływały, a sytuacje konfliktowe powtarzały się, chociaż na mniejszą skalę (najsłynniejszym obiektem przekazanym katolikom już po formalnym ustaniu rewindykacji był monaster w Zahorowie).
W 1925 Prezydium Rady Ministrów przyjęło cztery tezy ustosunkowujące się do problemu rewindykacji, w których deklarowano utrzymanie dotychczasowego stanu posiadania prawosławnych i katolików, rozwiązywania ewentualnych przyszłych sporów na zasadzie wzajemnego porozumienia, przejęcia nieczynnych cerkwi przez rząd oraz otwierania zamkniętych do tej pory cerkwi w wypadku istnienia realnych potrzeb miejscowej społeczności. Deklaracje o wolności wyznaniowej i równouprawnieniu obydwu religii nie miały jednak praktycznych konsekwencji. Dokument został bowiem odrzucony przez biskupa Przeździeckiego, który za jedyne trafne rozwiązanie uważał przekazanie katolikom wszystkich obiektów sakralnych, które wskażą biskupi. Przeździecki był również oburzony postawieniem obydwu wyznań na jednej płaszczyźnie.

### Sprawa rewindykacji w Sejmie
Problem przynależności cerkwi wielokrotnie stawał na porządku dziennym obrad parlamentarnych, z wniosku różnych ugrupowań. 28 lipca 1922 na wniosek komisji administracyjnej Sejm uchwalił rezolucję, w której rząd został wezwany do przedłożenia uchwały, która miała uregulować sprawę zwrotu obiektów skonfiskowanych przez carat katolikom (bez informacji, czy mowa jedynie o obiektach rzymskokatolickich, czy również o mieniu unickim). Ponieważ jednak stosowna uchwała nie powstała, Komisja Konstytucyjna zaczęła na wielką skalę otrzymywać pisma dotyczące konkretnych kościołów i klasztorów, pisane przez miejscowych katolików. Komisja nie podjęła się (poza wyjątkami) rozpatrywania otrzymywanych wniosków, jedynie problem rewindykacji został poruszony na forum sejmowym 8 lutego 1924. Efektem tego wystąpienia ponownie były rezolucje: w pierwszej Sejm domagał się ustawy regulującej problem spornych świątyń, w drugiej indywidualnie potwierdzono administracyjny nakaz zwrotu katolikom kościoła w Łucku. Posłowie ukraińscy domagali się jeszcze trzeciej rezolucji, w której Sejm nakazałby wstrzymanie dalszego przejmowania mienia cerkiewnego do czasu publikacji stosownej ustawy. Propozycja ta została jednak odrzucona. 9 lipca, wobec dalszego braku prac nad ustawą, Sejm ponowił rezolucję w tej sprawie.

### Reakcja Kościoła prawosławnego i wiernych
Reakcje ludności i duchownych prawosławnych na działania rewindykacyjne były różne. Zajmowanie niektórych cerkwi nie spotykało się z oporem, gdyż i tak były one nieczynne, zwłaszcza w wypadku zaadaptowanych na świątynie prawosławne dawnych kościołów rzymskokatolickich lub unickich. Silne kontrowersje wywołało dopiero rozprzestrzenienie się akcji na obszary zamieszkane przez duży odsetek ludności prawosławnej, kiedy kontrowersyjne obiekty były czynnie użytkowane przez miejscową ludność. Obydwie strony starały się wówczas zyskać poparcie dla swojej sprawy u władz lokalnych i rządu, pisząc memoriały i powołując się na poniesione w przeszłości krzywdy (katolicy) bądź na zagwarantowaną swobodę wyznania (prawosławni). Po stronie prawosławnych występowały również organizacje białoruskie i ukraińskie, co jeszcze wzmocniło związki sprawy cerkwi z polityką narodowościową Polski. Wojewoda lubelski stwierdzał, iż „zagadnienie zamkniętych cerkwi (...) jest punktem wyjścia akcji antypaństwowych elementów wywrotowych, żerujących na niezadowoleniu ludności, jak i nacjonalistów ukraińskich szukających wpływów wśród ludności”. Często dochodziło do starć i niszczenia mienia cerkiewnego, byli ranni i aresztowani. W 1919 w trakcie siłowego przejmowania soboru Narodzenia Bogurodzicy na Górce w Chełmie tłum zniszczył nagrobki prawosławnych i unickich biskupów. Z kolei uroczystości wyświęcania cerkwi na katolickie kościoły urządzano w sposób niezwykle wystawny, urządzając przy okazji „manifestacje polskości”; niekiedy dochodziło wtedy do konfliktów między wiernymi obydwu wyznań. W Ubrodowicach (pow. Hrubieszów) w starciu między grupą katolików dążących do przejęcia cerkwi i broniących jej prawosławnych 60 osób zostało rannych. W odpowiedzi na te działania metropolita warszawski i całej Polski formalnie zaaprobował istniejącą już wcześniej praktykę odprawiania nabożeństw przez przyjezdnych księży przed zamkniętymi cerkwiami, zachęcając wręcz do tego rodzaju działań. MWRiOP zażądało z kolei ograniczenia tego rodzaju działalności, powołując się na obecność silnych akcentów politycznych w czasie tego rodzaju nabożeństw.
Akcja rewindykacji w pierwszych latach po odzyskaniu niepodległości była również komentowana na łamach prasy. Leon Radziejowski w „Rzeczypospolitej” zatytułował swój artykuł Igranie z ogniem. Zaznaczał on bezprawność działań carskich odbierających obiekty sakralne katolikom, jednak twierdził również, że sprawa dalszego losu kontrowersyjnych budynków grozi wprost niebezpiecznymi konsekwencjami wewnętrznymi. Krytyczne głosy na temat rewindykacji cerkwi padły również na łamach prasy zagranicznej.

### Bilans pierwszej fali rewindykacji

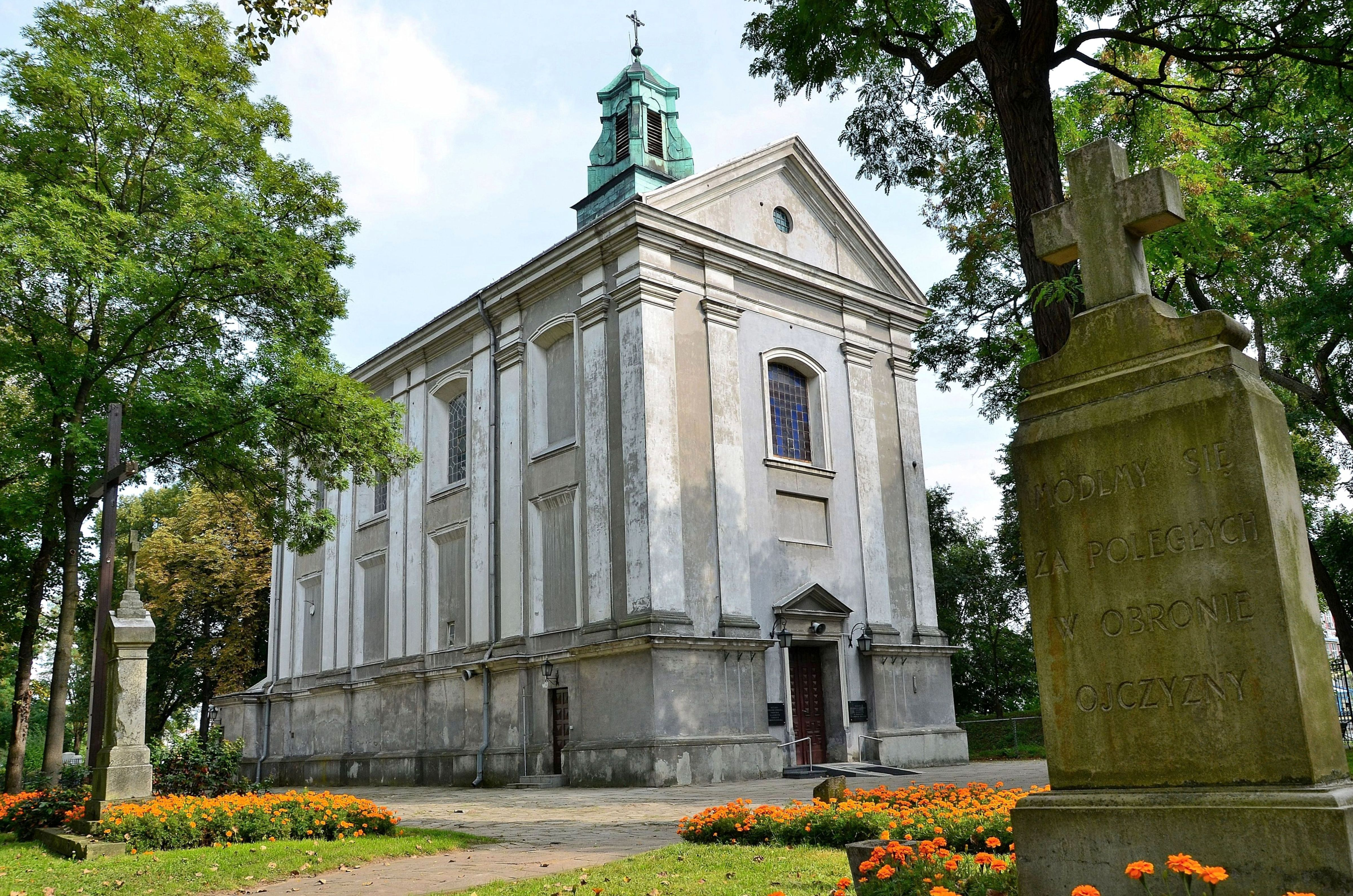
Kościół św. Wawrzyńca w Warszawie, w 1834 zamieniony przez władze carskie na cerkiew Włodzimierskiej Ikony Matki Bożej, po 1916 ponownie świątynia katolicka

Według szacunków ministerstwa w 1914 na ziemiach polskich funkcjonowało 630 cerkwi zlokalizowanych w dawnych obiektach unickich oraz 240 powstałych poprzez zajmowanie kościołów rzymskokatolickich. W toku akcji rewindykacyjnej katolicy przejęli 175 cerkwi pierwotnie unickich oraz 140 urządzonych w dawnych kościołach obrządku łacińskiego. W posiadaniu prawosławnych pozostało odpowiednio 350 i 80 budynków. Pozostałe obiekty zostały zamknięte, zniszczone lub przekazane na różne cele świeckie, przy czym blisko 70% świątyń przejętych przez katolików obrządku łacińskiego trafiło w ich ręce za sprawą spontanicznej akcji bez zezwolenia odgórnego. Dodatkowo Kościół prawosławny tworzył tzw. placówki nieetatowe, w których ludność ponosiła wszystkie koszty utrzymania swojego duchownego, a ten nie mógł prowadzić ksiąg metrykalnych ani uzyskiwać dotacji z budżetu. Placówki nieetatowe nie były formalnie uznawane przez władze państwowe i zdarzały się przypadki ich likwidowania.
W czasie pierwszej fali rewindykacji władze państwowe zajęły również część majątków i budynków prawosławnych klasztorów, gdy ich przedwojenni mieszkańcy nie wracali z „bieżeństwa”. Stało się tak w wypadku żeńskich monasterów w Turkowicach, Leśnej, Teolinie, Radecznicy, Wirowie, Różanymstoku i Berezweczu oraz męskiego klasztoru w Supraślu. Z kolei na rzecz Kościoła rzymskokatolickiego zrewindykowane zostały żeńskie monastery: św. Marii Magdaleny w Wilnie (urządzony przez władze carskie w obiektach należących dotąd do sióstr wizytek) i św. Mikołaja w Dubnie (w budynkach pofranciszkańskich) oraz męskie we Włodzimierzu Wołyńskim i Zahorowie.
Konstanty Srokowski, raportujący dla premiera Władysława Sikorskiego ostateczne wyniki akcji, nie wyrażał się o niej zbyt entuzjastycznie, pisząc, iż w miarę zbliżania się akcji na tereny na wschód od Bugu (określenie Srokowskiego), zamieszkane przez zdecydowaną większość prawosławnych, racje katolików stawały się „coraz bardziej wiotkie i wątpliwe”.

## Druga fala rewindykacji 1929–1934

### Próba rewindykacji cerkwi drogą sądową

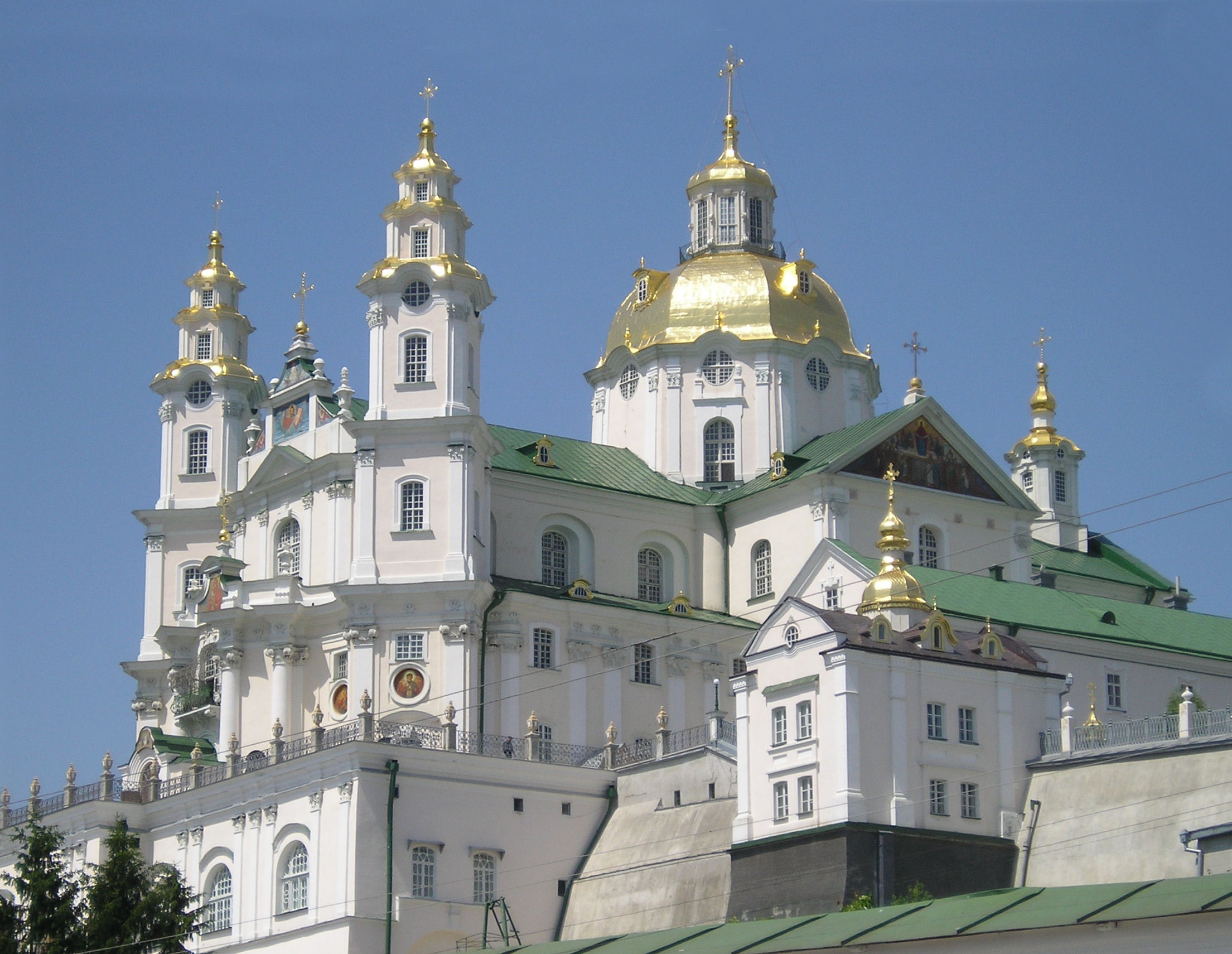
Ławra Poczajowska, słynny klasztor prawosławny, którego przekazania katolikom sądownie domagali się przedstawiciele Kościoła rzymskokatolickiego

Cechą charakterystyczną tego okresu było przyjęcie przez Kościół katolicki taktyki sądowej. Arcybiskup wileński Romuald Jałbrzykowski, biskup łucki Adolf Szelążek oraz biskup piński Zygmunt Łoziński złożyli łącznie 755 pozwów skierowanych przeciwko różnym podmiotom, w których upominali się o 553 obiekty należące w przeszłości do unitów oraz 202 pochodzenia łacińskiego. Wśród nich były żądania o zwrot obiektów odgrywających szczególną rolę w życiu prawosławnych – monasterów Dermańskiego, Ławry Poczajowskiej, klasztoru i cerkwi Świętego Ducha w Wilnie, monasterów w Krzemieńcu, Zimnem i Żyrowicach. Wielokrotnie złożone pozwy dotyczyły cerkwi w miejscowościach z przytłaczającą przewagą prawosławnych (w 65 przypadkach w miejscowości, gdzie znajdowała się sporna cerkiew, nie było już katolików), lub obiektów, które przez cały okres swojego istnienia były prawosławne (Monaster św. Onufrego w Jabłecznej nie trafił do rąk rzymskich katolików tylko dzięki sprzeciwowi wojewody lubelskiego).
Kościół katolicki doskonale zdawał sobie sprawę z tego, że odebranie prawosławnym wszystkich wymienionych w pozwach obiektów oznaczałoby pozbawienie ich 1/3 całości budynków sakralnych będących w ich posiadaniu. Katolicka Agencja Prasowa, komentując sprawę, dopuszczała możliwość wynikłych z tego niepokojów społecznych, stale jednak podkreślała konieczność zadośćuczynienia za krzywdy poniesione w czasach zaborów. Zdając sobie jednak sprawę z tego, że ilość pozwów wzbudziła nie tylko poruszenie wśród prawosławnych, ale i wątpliwości u wiernych katolickich, w wysokonakładowych broszurach przedstawiciele Kościoła rzymskokatolickiego przekonywali, że jest możliwe ponowne przekazanie spornych obiektów PAKP, jak również rezygnacja z pracy duszpasterskiej w tych miejscowościach, gdzie nie było już katolików. Dyskusja nad rewindykacją była jeszcze bardziej ożywiona niż przy pierwszej fali przejęć cerkwi, został przy tym podniesiony problem mienia pounickiego – po raz pierwszy zakwestionowano prawo katolików obrządku łacińskiego do przejmowania tych obiektów, które powinny wrócić do funkcjonującego legalnie Kościoła unickiego. Złe wrażenie robiło również ostentacyjne akcentowanie własnego ubóstwa przez Kościół rzymskokatolicki oraz zaniżanie wartości spornych obiektów, np. wycenienie Ławry Poczajowskiej i jej majątku na 2000 zł. W sprawie działań Kościoła w Polsce wypowiedziała się Stolica Apostolska, jednoznacznie je popierając, oraz metropolita greckokatolicki Andrzej Szeptycki, przestrzegając przed nowym przymusem religijnym. Chcąc bronić stanu posiadania PAKP, metropolita warszawski i całej Polski Dionizy (Waledyński) ogłosił specjalny list pasterski, w którym wzywał wiernych do zbiórki pieniędzy na obronę sądową. W akcję gromadzenia funduszy zaangażowało się także duchowieństwo, została powołana komisja koordynująca całość działań. Publicznie swoje racje uzasadniali również biskupi katoliccy, którzy składali pozwy sądowe, konsekwentnie twierdząc, że dotyczą one jedynie budynków historycznie i prawnie należących się ich Kościołowi.

### Burzenie cerkwi w 1929
W 1929 władze państwowe podjęły również akcję burzenia „niepotrzebnych” cerkwi, planując rozbiórkę 97 obiektów. Równolegle trwała polityka utrzymywania pewnej liczby zamkniętych cerkwi, nawet gdy znajdowały się one na zamieszkanym przez prawosławnych obszarach. Tym razem akcja spotkała się z ostrym protestem prawosławnych społeczności, ukraińskiej reprezentacji parlamentarnej oraz samej hierarchii prawosławnej. 26 października 1929 został ogłoszony list pasterski metropolity, w którym wezwano do zjednoczenia całej społeczności prawosławnej w Polsce, ofiarności na opłacenie pomocy prawnej i modlitwy. Organizacje rosyjskie i ukraińskie (specjalna komisja pod przewodnictwem Serhija Chruckiego opracowała i opublikowała dokumenty związane z rewindykacją) apelowały ponadto do Sejmu. Protesty napływały również od środowisk prawosławnych i ukraińskich poza Polską, odbywały się protesty w Europie, USA i Japonii, jedna z organizacji zaapelowała nawet do Ligi Narodów. Tymczasem minister oświaty Czerwiński, wielokrotnie zapytywany przez ukraińskich posłów o los cerkwi, udawał niezorientowanego w temacie. Zapewniał, że nie istnieje plan burzenia cerkwi i że nie są mu znane przypadki profanacji przedmiotów kultu. Ostatecznie zdecydowana postawa prawosławnych sprawiła, że zniszczono ich mniej niż pierwotnie zakładano, bowiem 23 cerkwie.

### Stanowisko rządu
Oficjalne stanowisko rządowe w kwestii rewindykacji wyraził minister wyznań Sławomir Czerwiński w styczniu 1930, deklarując konieczność wzięcia pod uwagę żądań wszystkich wyznań. Rząd był zdecydowanie przychylny koncepcji katolicyzacji Kresów Wschodnich i kontynuował ustaloną wcześniej politykę polonizacji polskich wyznawców prawosławia oraz ograniczania rozwoju ich religii. Z drugiej strony koła rządowe obawiały się aktywizacji środowisk prawosławnych i ukraińskich, jak i rozruchów. Dlatego uznał on za niebezpieczne pozostawienie sprawy wyłącznie w rękach sądowych. Ostatecznie 16 stycznia 1934 oficjalne oświadczenie Sądu Najwyższego zamknęło sądową drogę do przejmowania cerkwi.
Rząd podjął natomiast rozmowy z Komisją Papieską, pragnąc wypracować wspólne stanowisko i konsekwentnie narzucić je prawosławnym. 23 kwietnia 1932 zrezygnowano z podejmowania w ramach tych rozmów problemu cerkwi pounickich jako zbyt złożonego, jednak strona kościelna wielokrotnie wracała do tematu. Pojawiły się dwie koncepcje rozwiązania problemu – bezpośrednia umowa między zainteresowanymi Kościołami bądź zobowiązanie rządu do przekazania katolikom tych obiektów, które wskażą oni jako niezbędne. Tymczasem rząd domagał się ustalenia konkretnych liczb – z 350 cerkwi pounickich chciał przekazać katolikom 30, natomiast z 60 połacińskich – 20. Poruszono również problem zamkniętych cerkwi, z których planowano rozbiórkę 49 zniszczonych, przekazanie katolikom 17 i prawosławnym 5. Rozmowy zostały zakończone już w czerwcu 1939, decyzją o przyznaniu katolikom wszystkich obiektów, które przejęli do tej pory (także na drodze nielegalnej) oraz o prowadzeniu dalszych badań co do losu innych cerkwi.
Osobny projekt został przedstawiony przez rząd w sprawie monasterów. Dokument z 1 lutego 1936 zapowiadał likwidację monasteru Świętej Trójcy w Wilnie, połączenie żeńskich klasztorów w Wilnie i Berezweczu (budynki tego ostatniego zostały przejęte już wcześniej) oraz zamknięcie skitów podległych Ławrze Poczajowskiej. Realizacja tego planu miała mieć miejsce po ostatecznym ustawowym uporządkowaniu statusu prawnego PAKP; nigdy do niej nie doszło.

## Akcja rewindykacyjno-polonizacyjna 1937–1938

### Tło polityczne

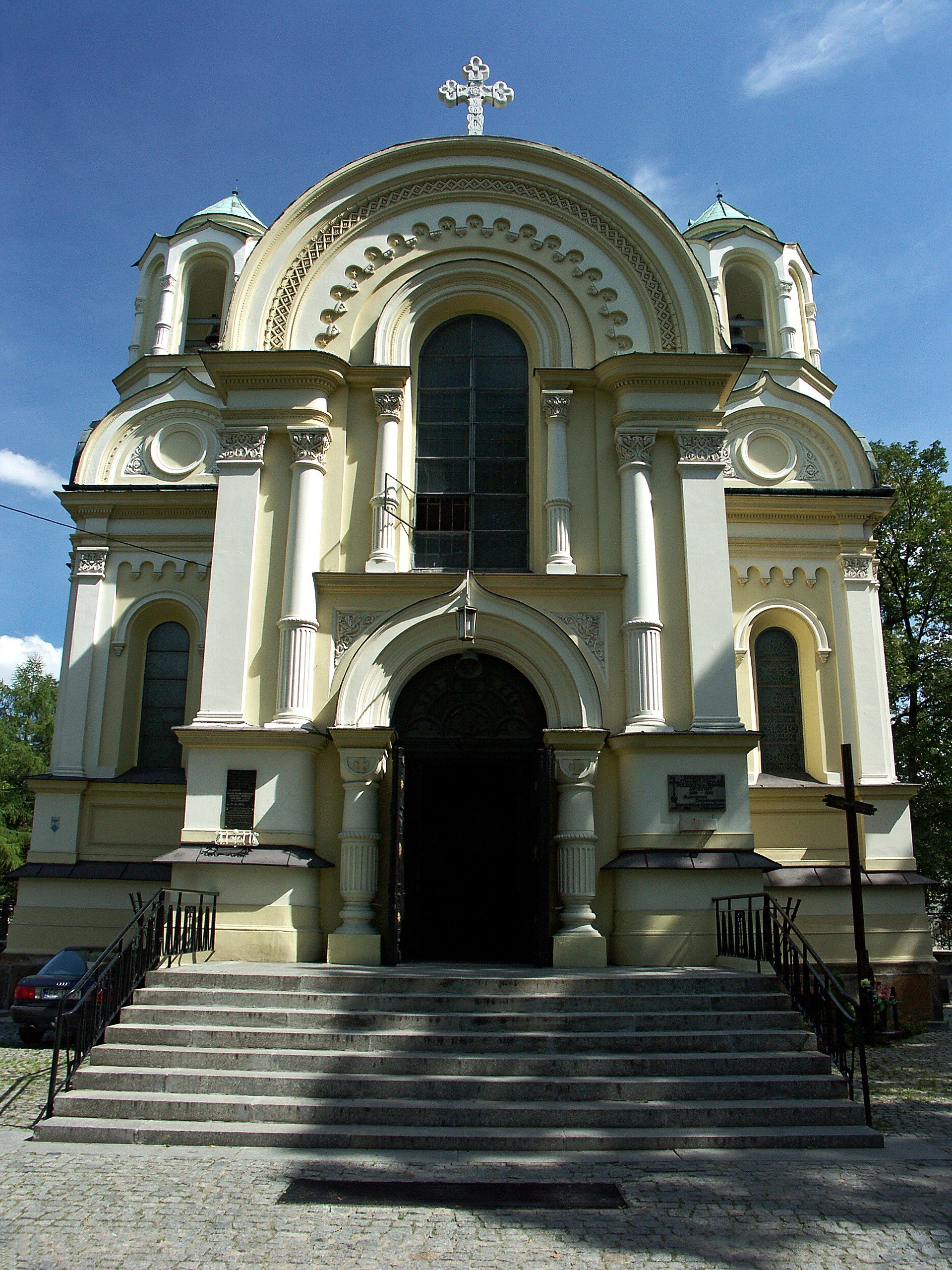
Kościół św. Jakuba w Częstochowie, urządzony w dawnej cerkwi Świętych Cyryla i Metodego, wzniesionej z kolei na miejscu kościoła katolickiego

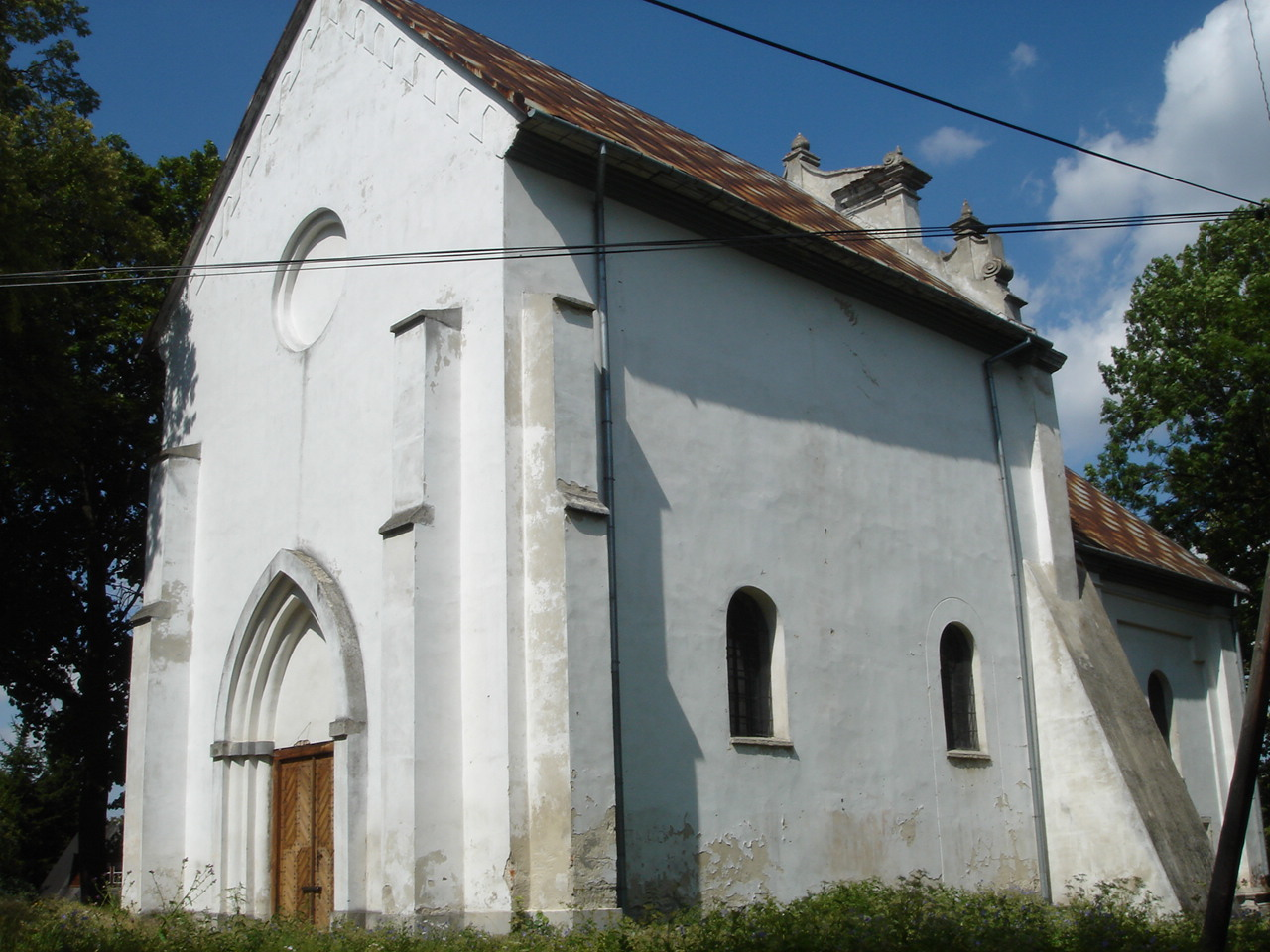
Cerkiew w Szczebrzeszynie, zamknięta w 1918, przeznaczona do rozbiórki w 1938. Ze względu na jej wysoką wartość zabytkową protest w jej obronie podjęła, obok wiernych prawosławnych, miejscowa inteligencja. Skłoniło to władze do przerwania prac rozbiórkowych. Obiekt został pozostawiony bez dachu i ze zdewastowanym wnętrzem. Fotografia przedstawia jego stan po pierwszym remoncie.

W latach 30. rząd polski ostatecznie skłonił się ku asymilacji narodowej mniejszości, tym samym przesądzając o polonizacji prawosławia i maksymalnym jego osłabieniu. Znamienne było tutaj przemówienie wojewody lubelskiego Józefa Rożnieckiego z 1935, dla którego prawosławie z czynnika rusyfikacji stało się potencjalnym narzędziem ukraińskiego ruchu narodowego i który w związku z tym apelował o zdecydowaną walkę o jego polonizację, mówiąc w przemówieniu z 31 stycznia 1935, iż: Rola Cerkwi musi odpowiadać polskiej państwowej racji stanu, a więc być czynnikiem oddziałującym w duchu tej racji stanu, wiązać obywateli w pierwszym rzędzie z Państwem Polskiem, a w odniesieniu do Lubelszczyzny musi być czynnikiem polonizacji. Dążymy do polonizacji Prawosławia.
Ważną rolę odegrały również koła wojskowe, domagające się coraz silniej ostatecznego rozwiązania problemów wyznaniowych oraz polonizacji ludności Chełmszczyzny i Lubelszczyzny, traktowanej jak przymusowo zruszczeni Polacy. W 1935 r., w czasie tajnego zjazdu poświęconego ludności ukraińskiej na Lubelszczyźnie, administracja cywilna już otwarcie prowadziła na ten temat rozmowy z wojskowymi, reprezentowanymi przez generała Mieczysława Smorawińskiego. Wojskowi domagali się polonizacji całego obszaru między Wieprzem a Bugiem i zredukowania problemu ukraińskiego na tych obszarach „do roli drobnego zagadnienia”, porównywalnego z kwestią czeskich osadników na Wołyniu lub Niemców w powiecie chełmskim. Zjazd ten zawarł swoje wnioski w 35 punktach tworzących program dalszego postępowania wobec mniejszości ukraińskiej. Kilka spośród punktów dotyczyło prawosławia, nakazując jego polonizację i zapobieganie dalszemu rozszerzaniu się jego struktur, w tym poprzez tworzenie placówek nieetatowych.
Po śmierci Józefa Piłsudskiego tendencje te jeszcze przybrały na sile, czego wyrazem było powołanie Komitetu ds. Mniejszości Narodowych, który na pierwszym posiedzeniu zajął się kwestią prawosławia i przychylił się do koncepcji jego polonizacji, a w dalszej perspektywie tworzenia warunków do przechodzenia ludności na katolicyzm w obrządku łacińskim jako najlepszej gwarancji polskości. Zgodnie z dokumentem opracowanym przez Komitet Koordynacyjny przy Dowództwie Okręgu Korpusu nr II w Lublinie prawosławni mieli być podzieleni na trzy kategorie: osób bliskich przejścia na katolicyzm, osób nawróconych przymusowo na prawosławie związanych już z tą wiarą oraz uświadomionych narodowo Ukraińców i prawosławnych. W przypadku osób przywiązanych do prawosławia, lecz odczuwających pewne związki z polskością, dokument zaleca uważną akcję polonizowania tej religii, by nie zrazić tych osób, domagając się natychmiastowej konwersji. W odniesieniu do świadomych Ukraińców zalecono natomiast propagowanie stanowiska, iż
Rzeczpospolita, jak i olbrzymia większość jej obywateli, odnosi się jak najprzychylniej do budowy Państwa Ukraińskiego jednak poza obecnymi granicami Polski.
Równolegle nakazywano przeprowadzającym akcję:
Wpływy tej grupy Ukraińców należy wszelkimi możliwymi środkami utrudniać i ośmieszać i nie dopuścić do przenikania wpływów odśrodkowych idących z Małopolski Wschodniej i Wołynia.

### Wyburzanie cerkwi na Chełmszczyźnie

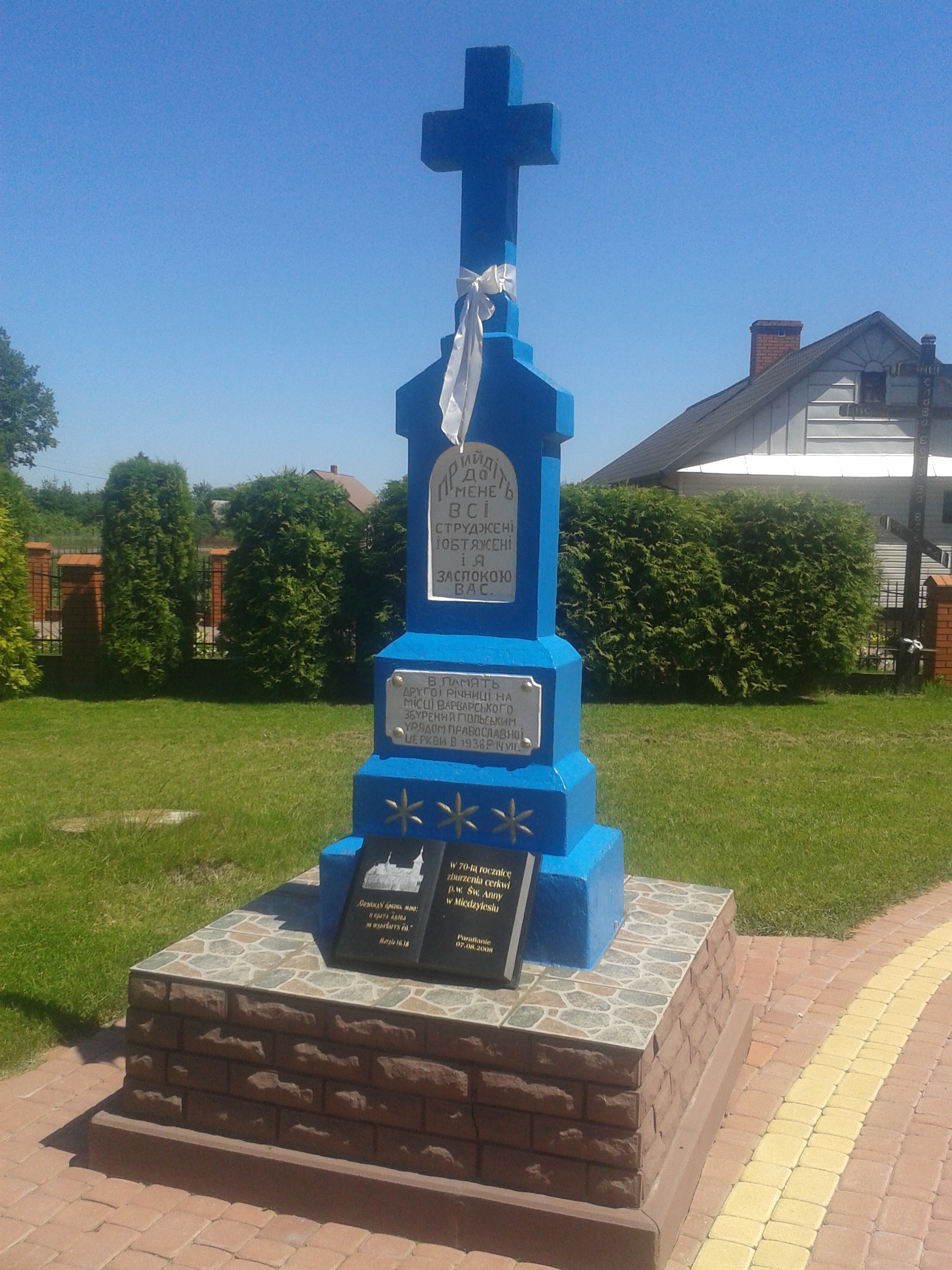
Pomnik zburzonej cerkwi św. Anny w Międzylesiu (pow. bialski)

Formalną przyczyną wyburzania cerkwi miało być istnienie wielu niepotrzebnych obiektów, wzniesionych przez carat bardziej w celach symbolicznych niż praktycznych, będących symbolami akcji rusyfikacyjnej. Przyczyną faktyczną, oficjalnie nieprzywoływaną, była walka z ruchem ukraińskim, jako że większość cerkwi-symboli została już zniszczona bądź przekazana katolikom bezpośrednio po 1918. Szczególną uwagę zwrócono na cerkwie zamknięte w miejscowościach z istotnym procentem prawosławnych; były to obiekty, których otwarcia ludność miejscowa czynnie się domagała. W odróżnieniu od poprzednich fal rewindykacji, tym razem środowiska rządowe nie liczyły się z możliwością ewentualnych konfliktów lub zbrojnych wystąpień, zadbały również o odpowiednią atmosferę, inspirując szereg artykułów prasowych popierających akcję i twierdzących, że za sprawą Kościoła prawosławnego może dojść do ponownej rusyfikacji lub ukrainizacji terenów o mieszanym składzie etnicznym. Lansowano również hasła propagandowe głoszące szczególną misję Polaków na wschodzie. Równocześnie oficjalnie rząd, z premierem Sławojem-Składkowskim na czele, deklarował chęć prowadzenia rozważnej polityki względem mniejszości narodowych.
Wyburzanie cerkwi miało miejsce od maja do lipca 1938, rozbiórki dokonywali wynajmowani robotnicy, więźniowie, saperzy lub strażacy. Głównodowodzącym akcji był gen. Bruno Olbrycht (zastąpiony 21 maja przez płk. Mariana Turkowskiego), zaś nowym wojewodą lubelskim został jawny zwolennik polonizacji major Jerzy de Tramecourt. Olbrycht 20 stycznia 1938 przedstawił szczegółowe wytyczne w sprawie prowadzenia akcji: na szczeblu powiatowym mieli być powołani kierownicy-oficerowie pochodzący z lokalnych jednostek wojskowych, stojący na czele zespołów terenowych. Olbrycht podkreślał również wagę oprawy ideowej całego przedsięwzięcia, konsekwentnego podkreślania ważności działań polonizacyjnych. Szczególną rolę wyznaczał Towarzystwu Rozwoju Ziem Wschodnich, którego nowe placówki nakazał powoływać w każdym powiecie, gdzie powstał zespół terenowy. W kwietniu tego samego roku Olbrycht przedstawił również postulat nasycenia terenu księżmi rzymskokatolickimi.
Nagminnie dochodziło do przypadków niszczenia i profanowania przedmiotów kultu religijnego, nie podejmowano bowiem prób porozumienia z prawosławnymi w sprawie przejęcia wyposażenia niszczonych cerkwi. Miało miejsce również kilka przypadków zdewastowania prawosławnego cmentarza lub zniszczenia parafialnej biblioteki. W większości przypadków miejscowa ludność, zastraszona, nie podejmowała prób oporu, jedynie obserwowała rozbiórkę, nawet jeśli prawosławni spodziewali się zagrożenia swojej cerkwi. Jedynie w kilku wypadkach doszło do pobicia obserwujących wiernych przez policję lub do bójki między prawosławnymi a prowadzącymi prace, które jednak trafiwszy do sądu, kończyły się przegraną chłopów. Przełomem był wyrok w sprawie 30 chłopów broniących cerkwi Narodzenia Matki Bożej we wsi Chmielek, którzy zostali uniewinnieni przez sędziego Stanisława Markowskiego w sądzie w Zamościu. Od tego momentu śledztwa w sprawie prawosławnych broniących swoich cerkwi były umarzane.
W czasie akcji 1938 burzenie cerkwi odbywało się bez wyraźnych kryteriów, obok świątyń zamkniętych i nieużytkowanych niszczono obiekty będące miejscem żywego kultu lub celem pielgrzymek. Poseł Stepan Baran, interpelując w Sejmie 21 lipca 1938, wymieniał przypadki rozbierania czynnych klasztorów oraz miejsc, gdzie od stuleci funkcjonował kult cudownych ikon. Tylko pięć rozebranych cerkwi było siedzibami parafii, do których uczęszczało mniej niż 1000 wiernych. Władze doprowadziły również do zamknięcia szeregu placówek nieetatowych.

### Reakcja na akcję
O ile ludność prawosławna nie podejmowała prób czynnego oporu, o tyle najczęściej protestowała na drodze prawnej, poprzez przedstawicieli mniejszości ukraińskiej w parlamencie oraz poprzez memoriały i skargi kierowane wprost do rządu oraz marszałka Sejmu. Ich autorzy relacjonowali przebieg burzenia cerkwi, skarżyli się na akty agresji ze strony niektórych jego uczestników. Wobec jednoznacznego nastawienia kręgów rządowych nie miały one jednak większych skutków. Z prezydentem Mościckim kontaktował się na początku kwietnia 1938 sam metropolita Dionizy (Waledyński).
W dniach od 30 czerwca do 2 lipca miał miejsce nadzwyczajny zjazd duchowieństwa Kościoła prawosławnego na Chełmszczyźnie, który przyjął memoriał skierowany do marszałków obu izb parlamentarnych, MRRiOP oraz prezydenta, a następnie wybrał delegację świeckich, która miała go wręczyć odpowiednim osobom. 6 lipca metropolita ponownie wysłał telegram do premiera oraz marszałka Edwarda Śmigłego-Rydza, w którym prosił o zaprzestanie burzenia. W dziesięć dni później, wobec kontynuowania akcji niszczenia cerkwi, zebrał się Sobór Biskupów Autokefalicznego Kościoła Prawosławnego w Polsce, który przygotował kolejne memorandum do władz państwowych będących wcześniej adresatami memoriału. Hierarchowie wyrażali w nim głęboki smutek z powodu działań rządowych, solidarność z wiernymi pozbawionymi swoich cerkwi oraz stwierdzili, iż jeszcze tak niedawno nikomu nie mogło przyjść do głowy, że tak bliski jest srogi i niezasłużony cios, który spadnie na świątynie chrześcijańskie w kraju chrześcijańskim, a który można przyrównać do tego, co dzieje się krajach bezbożniczych.
Osobny list pasterski, z wezwaniem do trzydniowego postu w pierwszych dniach sierpnia (według nowego stylu), apelujący o powstrzymanie się od pragnienia zemsty oraz wyrażający podziw wobec postawy prawosławnych odmawiających konwersji, został napisany do wiernych. Jego tekst został skonfiskowany przez władze, a duchowni, którzy przeczytali go w czasie nabożeństw – ukarani.
Z protestem przeciwko akcji burzenia cerkwi występowali parlamentarzyści ukraińscy Stepan Baran, Stepan Skrypnyk i ks. Marcin Wołkow. Ten ostatni złożył wniosek o powołanie komisji śledczej, która miałaby zbadać całość stosunków między Kościołem prawosławnym a rządem polskim; marszałek Sejmu w ogóle nie poddał tej propozycji pod głosowanie jako niezgodnej z konstytucją. Poseł Baran w swojej interpelacji apelował o zaprzestania wywierania nacisku na duchowieństwo prawosławne w sprawie używania języka polskiego w kazaniach i nauce religii, jak również wezwał do poręczenia wolności wyznawania prawosławia. Protestowały organizacje ukraińskie, również te związane z Kościołem greckokatolickim, list pasterski wydał w tej sprawie abp metropolita Andrzej Szeptycki. Również i ten tekst został skonfiskowany przez polską administrację. Protesty napływały również z innych Kościołów prawosławnych, z ośrodków ukraińskich i rosyjskich. Te ostatnie grupy zorganizowały w lipcu 1938 manifestacje solidarności z polskimi wyznawcami prawosławia w Nowym Jorku i Winnipeg.
Przeciwko akcji występowały również gazety polskie. Lewica ostro potępiła działalność państwa i Kościoła katolickiego; „Dziennik Ludowy” PPS wskazywał, że poprzez forsowanie obrządku łacińskiego i walkę z prawosławiem być może zaprzepaszczona została szansa na związanie z Polską żyjących w niej mniejszości narodowych. Na łamach wileńskiej gazety „Słowo” zdecydowanie krytykował działania na Podlasiu i Chełmszczyźnie konserwatywny publicysta Stanisław Cat-Mackiewicz, nazywając akcję „kardynalnym błędem” i twierdząc, że jej autorzy powinni stanąć przed Trybunałem Stanu. Oficjalne władze Kościoła katolickiego, mimo wielu oskarżeń o zainspirowanie lub przynajmniej popieranie niszczenia cerkwi, nie ustosunkowały się do stawianych wobec nich zarzutów, a dopiero po zakończeniu akcji stwierdziły, że nie miały z nią żadnego związku.
Pod względem zadań politycznych akcja nie spełniła swoich zadań. Poczucie zagrożenia, powszechne w Kościele prawosławnym, przyczyniło się do jego konsolidacji i do dalszego wzmocnienia wpływów ruchu ukraińskiego w jego obrębie. Nastąpiło ożywienie nastrojów nacjonalistycznych wśród Ukraińców, wzmocniły się kontakty między przedstawicielami tej narodowości na Podlasiu i Chełmszczyźnie oraz na Wołyniu i w Galicji. Wojewoda lubelski obawiał się wręcz możliwych rozruchów, chociaż w miarę upływu czasu od zakończenia akcji nastrój mobilizacji wśród prawosławnych spadał.

### Bilans akcji
Akcja niszczenia cerkwi, w odróżnieniu od poprzedniej fali rewindykacji prawosławnych obiektów sakralnych, została doprowadzona do końca wbrew oporowi wiernych i duchowieństwa. Sprawozdanie wojewody lubelskiego z 16 lipca wskazuje, iż w tym momencie władze uznały po prostu, że liczba wyburzonych cerkwi jest już wystarczająca i zaczęły wyciszać nastroje z nią związane. Ten sam dokument podaje, że w toku działań zniszczonych zostało 91 cerkwi, 26 domów modlitewnych oraz 10 kaplic, zaś jedna cerkiew (w Szczebrzeszynie) została pozostawiona w stanie zupełnej ruiny. Ponadto cztery cerkwie zostały zaadaptowane na kościoły rzymskokatolickie, cztery – na kostnice, a jedna, opanowana przez wiernych, których nie udało się z niej usunąć, miała zostać w późniejszym czasie oddana katolikom obrządku łacińskiego.
Kościołowi prawosławnemu pozostawiono praktycznie jedynie niezbędne do przetrwania minimum świątyń, niszcząc w 20 przypadkach nawet cerkwie wzniesione po 1918. Przy niszczeniu unicestwionych zostało wiele zabytków kultury; najstarsza zrujnowana cerkiew w Szczebrzeszynie pochodziła z XVI w. W związku z uniemożliwieniem tysiącom wiernych uczestnictwa w nabożeństwach prawosławnych, część z nich, wbrew woli, musiała formalnie przyjąć katolicyzm lub zacząć uczestniczyć w obrzędach odprawianych w kościołach rzymskokatolickich. Kościół prawosławny stracił w 1938 1/3 wszystkich swoich świątyń.

### Działania na Wołyniu
W grudniu 1937 na Wołyniu, wbrew opinii wojewody Henryka Józewskiego, rozpoczęto akcję przymusowych konwersji lokalnych społeczności na rzymski katolicyzm, co uzasadniano potrzebą powrotu do polskości osób zruszczonych w epoce zaborów. Pierwszą miejscowością, w której przeprowadzono akcję, były Hrynki, gdzie oddział Korpusu Ochrony Pogranicza, po znieważeniu przez mieszkańców wsi portretów dostojników państwowych, odebrał dokumenty 40 chłopom, zabronił mieszkańcom opuszczania Hrynek po zachodzie słońca i otoczył wieś. Rezultatem końcowym tych działań było przejście z prawosławia na katolicyzm 572 chłopów. Podobnymi metodami „nawrócono” na Wołyniu do 1939 10 tys. osób. Rząd konsekwentnie twierdził, że wszyscy konwertyci dobrowolnie zmienili religię, środowiska ukraińskie i prawosławne utrzymywały natomiast, że większość przechodzących na katolicyzm czyniła to pod wpływem szantażu i przymusu, lub też za sprawą zatargów z lokalnym klerem prawosławnym. Obecnie wiadomo, że KOP, główny wykonawca akcji nawracania, stosował głównie obietnice nadania chłopom ziemi po przejściu na katolicyzm, przekonywał, że ich przodkowie należeli do katolickiej szlachty zagrodowej, stosował również aresztowania i zastraszanie prawosławnych.
W akcji nawracania na katolicyzm uczestniczyło czynnie duchowieństwo rzymskokatolickie, bezpośrednio promujące swoją religię wśród ludności oraz systematycznie rozszerzające sieć parafialną, by osoby formalnie nawrócone nie wróciły de facto do prawosławia, nie mogąc uczęszczać do kościołów rzymskokatolickich. Niektóre parafie były przy tym zakładane na terenach, gdzie żyły tylko niewielkie grupy katolików, lub nawet nie było żadnych wiernych, zwłaszcza na terenach niezurbanizowanych. Silnymi wiejskimi ośrodkami katolicyzmu na terenie Wołynia były jedynie Huta Stepańska, Wyrka, Zasmyki i Kuty.

## Dalsze działania polonizacyjne do połowy 1939
Mimo zakończenia akcji burzenia cerkwi administracja państwowa kontynuowała kroki mające na celu polonizację prawosławia i maksymalne zredukowanie jego wpływów. W toku akcji oraz po jej zakończeniu władze działały szczególnie aktywnie na rzecz popularyzacji języka polskiego jako języka używanego w kazaniach i nieformalnych kontaktach duszpasterzy z wiernymi, w miejsce ukraińskiego, rzadziej białoruskiego. Administracja województwa lubelskiego, mimo nałożenia na starostów obowiązku szczegółowych sprawozdań z postępów polonizacji przyznawała jednak, że wdrażanie polszczyzny do cerkwi napotykało poważne trudności, gdyż większość duchownych i wiernych prawosławnych jednoznacznie identyfikowała się z narodowością ukraińską, białoruską lub rosyjską, zaś w wypadku braku świadomości narodowej podawała się za „Rusinów” i „miejscowych”, jednak na co dzień posługiwała się jednym z trzech wymienionych wyżej języków.
Jeszcze w pierwszej połowie 1939 prowadzono również działania propagujące przechodzenie na katolicyzm, których efekty jednak również nie były współmierne do założonych. Do konwersji przekonano jedynie 10% prawosławnych Chełmszczyzny, podczas gdy czynniki wojskowe zakładały możliwość zmiany wiary nawet przez 350 tys. osób na Wołyniu, Chełmszczyźnie i Podlasiu. Nowe wytyczne dotyczące dalszego prowadzenia działań polonizacyjnych postulowały zwalnianie ze stanowisk administracyjnych osób pochodzenia niepolskiego, ścisłej kontroli duchowieństwa prawosławnego oraz aktywne wspieranie rozwoju struktur rzymskokatolickich na obszarach zamieszkanych przez ludność prawosławną. Kierownik akcji płk Marian Turkowski otwarcie podkreślał, że celem działań jest potwierdzenie tego, że „w Polsce tylko Polacy są gospodarzami, pełnoprawnymi obywatelami i tylko oni mają coś w Polsce do powiedzenia”.

## Niezrealizowane działania rewindykacyjne i polonizacyjne
23 lutego 1939 w lubelskim Urzędzie Wojewódzkim zorganizowana została kolejna konferencja, w czasie której przedstawiciele rządu, wojska i administracji lokalnej dyskutowali o kierunkach polityki narodowościowej i wyznaniowej. Jerzy Albin de Tramecourt deklarował wówczas konieczność dalszego powiększania polskiego stanu posiadania na Lubelszczyźnie poprzez tworzenie szlachty zagrodowej i program osadniczy, mający rozbijać utrwalone historyczne skupiska Ukraińców. W ostatecznym rozrachunku region lubelski i chełmski miałyby zostać całkowicie oczyszczone z ludności wyznania prawosławnego oraz z ludności silnie identyfikującej się z ukraińskością, koniec akcji zaplanowano na 1941. Plany te nie zostały zrealizowane ze względu na wybuch wojny.

## Problem cmentarzy
Z kwestią przynależności cerkwi wiązał się problem cmentarzy, zwłaszcza tych funkcjonujących przy nieczynnych lub zamykanych cerkwiach oraz cmentarzy unickich użytkowanych następnie przez prawosławnych. Podobnie jak w przypadku cerkwi, również i tutaj brakowało – do 1938 – jednoznacznych i trwałych rozwiązań prawnych, a kluczową rolę odgrywało stanowisko władz wojewódzkich. MWRiOP, nie chcąc prowokować dodatkowych konfliktów, stało na stanowisku, że cmentarze przy cerkwiach rewindykowanych należy udostępniać prawosławnym nawet mimo ich automatycznego wyświęcania na katolickie. Mimo tego były przypadki, gdy władze lokalne nie respektowały tego zarządzenia i odmawiały prawosławnym dostępu do nekropolii. Ostateczne rozwiązania podjęte przez prezydenta II RP dopuszczały możliwość tworzenia cmentarzy wyznaniowych przez Kościół prawosławny.